# Batman: Powrót Jokera
Batman: Powrót Jokera (ang. Batman Beyond: Return of the Joker) – amerykański film animowany w reżyserii Curta Gedy powstały na podstawie popularnego serialu animowanego Batman przyszłości.

## Opis fabuły
Terry McGinnis jest nowym Batmanem gdyż jego poprzednik Bruce Wayne wycofał się z powodu wieku i problemów z sercem. Niebawem okazuje się, że stary przeciwnik Bruce’a Wayne’a – Joker wrócił do miasta Gotham City żeby zemścić się na Brusie za to co mu zrobił podczas ich ostatniej walki wiele lat temu. Wayne’owi grozi teraz śmiertelne niebezpieczeństwo. McGinnis jako Batman postanawia uchronić swojego poprzednika przed zbliżającym się niebezpieczeństwem.

## Obsada
- Will Friedle – Terence „Terry” McGinnis / Batman
- Kevin Conroy – Bruce Wayne / Batman
- Mark Hamill – 
  - Jack Napier / Joker,
  - Jordan Pryce
- Angie Harmon – Komisarz policji Barbara Gordon
- Dean Stockwell – Timothy „Tim” Drake
- Teri Garr – Mary McGinnis
- Arleen Sorkin – Dr. Harleen Quinzel / Harley Quinn / Amy
- Tara Strong – Młoda Barbara Gordon / Batgirl
- Mathew Valencia – Młody Timothy „Tim” Drake / Robin
- Melissa Joan Hart – 
  - Delia Dennis,
  - Deidre Dennis
- Don Harvey – 
  - Charles Buntz,
  - Chucko
- Michael Rosenbaum – 
  - Stewart Carter Winthrop III,
  - Ghoul
- Frank Welker – 
  - Woof Człowiek-Hiena,
  - As „Bat-Pies”
- Henry Rollins – 
  - Benjamin „Ben” Knox,
  - Bonk
- Rachael Leigh Cook – Chelsea Cunningham
- Ryan O'Donohue – Matthew „Matt” McGinnis
- Lauren Tom – Dana Tan
- Vernee Watson – Panna Joyce Carr
- Mark Jonathan Davis – Prezenter wiadomości
- Mary Scheer – Pani Drake
- Andrea Romano – Joker Jr.
- Bruce Timm – Strażnik